# Nikkel(II)-klorid
A nikkel(II)-klorid egy szervetlen vegyület, a nikkel sósavas sója. A vízmentes nikkel(II)-klorid képlete NiCl2. Többféle hidrátja (kristályvizes nikkel(II)-klorid) ismeretes. Ezek közül a hexahidrát a legjelentősebb, de létezik tetrahidrát és monohidrát is. A hexahidrát fűzöld színű. A nikkel(II)-klorid erősen higroszkópos vegyület. Vízben jól oldódik.
Hevítés hatására a zöld hexahidrát kristályvizet veszít, és aranysárga színű, vízmentes sóvá alakul.

## Kémiai tulajdonságai
Ha levegőn hevítik, a hexahidrát kristályvizet veszít. Tovább hevítve nikkel(II)-oxid (NiO) keletkezik. A nikkel(II)-kloridot a hidrogén magasabb hőmérsékleten redukálja, fémnikkelt tesz szabaddá belőle.

## Előállítása
A nikkel(II)-kloridot nikkel(II)-hidroxid vagy nikkel(II)-karbonát sósavban való feloldásával nyerik. Az ekkor keletkező vizes oldatból a nikkel-kloridot kikristályosítják.

## Felhasználása
A vegyület vizes oldatát nikkelezésre, galvanikus nikkelbevonatok készítésére használják.  Nikkel-katalizátorok készítésére is alkalmas. A nikkel(II)-klorid emellett gázálarcokban az ammónia elnyeletésére szolgál.

## Élettani hatása
A nikkel és vegyületei mérgezőek, rákkeltő hatásuk van.